# Чемпіонат Франції з футболу серед жінок
Чемпіонат Франції з футболу серед жінок (фр. Championnat de France de Football Féminin), або Жіночий Дивізіон 1 (фр. Division 1 Féminine) — вища футбольна ліга серед жінок у Франції. 
Ліга складається з 12-ти команд і є еквівалентом чоловічої Ліги 1. Сезон триває з вересня по червень наступного року, кожна команда проводить по 22 матчі, в цілому за сезон в Дивізіоні 1 проходить 132 матчі. Після кожного сезону клуби, що зайняли два останні місця, переводяться в Дивізіон 2 (фр. Division 2), а їх місця займають дві найсильніші команди Дивізіону 2. 
Французький чемпіонат є одним з найсильніших в Європі. Три кращі команди за підсумками кожного сезону кваліфікуються для участі в жіночій Лізі чемпіонів УЄФА. Французька команда «Олімпік Ліон» є найуспішнішим клубом в історії змагань цього турніру, а в фіналі сезону 2016—17 вони там зустрічались з ще одним представником французького чемпіонату — «Парі Сен-Жерменом».

## Історія і формат змагань
В 1919 році під егідою Федерації французьких жіночих спортивних товариств (фр. Fédération des Sociétés Féminines Sportives de France) вперше пройшов жіночий чемпіонат країни з футболу, який проіснував до 1932 року. У 1974 році був офіційно відроджений жіночий Чемпіонат Франції з футболу під егідою Федерації футболу Франції. Формат змагань до 1992 року мав вигляд змагання між декількома групами, розділеними за регіональним принципом, переможці яких виступали у стадії плей-оф, щоб визначити чемпіона. Між 2001 і 2004 роками по закінченню 22 туру чемпіонату чотири найкращі команди турніру виходили в плей-оф, де змагалися за чемпіонський титул.
Більшість ігор проводяться у суботу та неділю. Ігри регулярно перериваються в другій половині грудня і поновлюються з середини січня. Згідно з правилами, за перемогу команда отримує 3 очки у турнірній таблиці, за нічию — 1 очко і в разі програшу очки не присвоюються. Рейтинг команд складається на основі наступних критеріїв: загальна кількість очок, різниця голів, кількість забитих голів.
В кінці кожного сезону, клуб з найбільшою кількістю очок стає чемпіоном. У разі однакової кількості очок, різниця голів і потім кількість забитих голів визначають переможця.

## Список призерів чемпіонату
| №  | Рік     | Переможець       | 2-ге місце       | 3-те місце   |
| -- | ------- | ---------------- | ---------------- | ------------ |
| 1  | 1974/75 | «Реймс» (1)      | «Орлеан»         |              |
| 2  | 1975/76 | «Реймс» (2)      | «Руан»           |              |
| 3  | 1976/77 | «Реймс» (3)      | «Калір»          |              |
| 4  | 1977/78 | «Етреенг» (1)    | «Реймс»          |              |
| 5  | 1978/79 | «Етреенг» (2)    | «Реймс»          |              |
| 6  | 1979/80 | «Реймс» (4)      | «Суайо»          |              |
| 7  | 1980/81 | «Етреенг» (3)    | «Реймс»          |              |
| 8  | 1981/82 | «Реймс» (5)      | «Етреенг»        |              |
| 9  | 1982/83 | «Сен-Мор» (1)    | «Енен-Бомон»     |              |
| 10 | 1983/84 | «Суайо» (1)      | «Сен-Мор»        |              |
| 11 | 1984/85 | «Сен-Мор» (2)    | ФК «Ліон»        |              |
| 12 | 1985/86 | «Сен-Мор» (3)    | «Суайо»          |              |
| 13 | 1986/87 | «Сен-Мор» (4)    | «Суайо»          |              |
| 14 | 1987/88 | «Сен-Мор» (5)    | «Енен-Бомон»     |              |
| 15 | 1988/89 | «Сен-Бріє» (1)   | «Суайо»          |              |
| 16 | 1989/90 | «Сен-Мор» (6)    | «Пуассі»         |              |
| 17 | 1990/91 | ФК «Ліон» (1)    | «Сен-Мор»        |              |
| 18 | 1991/92 | «Жювізі» (1)     | «Сен-Бріє»       |              |
| 19 | 1992/93 | ФК «Ліон» (2)    | «Жювізі»         | «Сен-Мор»    |
| 20 | 1993/94 | «Жювізі» (2)     | ФК «Ліон»        | «Страсбур»   |
| 21 | 1994/95 | ФК «Ліон» (3)    | «Тулуза» ОАК     | «Жювізі»     |
| 22 | 1995/96 | «Жювізі» (3)     | «Суайо»          | «Тулуза» ОАК |
| 23 | 1996/97 | «Жювізі» (4)     | «Тулуза» ОАК     | «Сен-Бріє»   |
| 24 | 1997/98 | ФК «Ліон» (4)    | «Жювізі»         | «Тулуза» ОАК |
| 25 | 1998/99 | «Тулуза» ОАК (1) | «Ла-Рош-сюр-Йон» | «Жювізі»     |
| 26 | 1999/00 | «Тулуза» ОАК (2) | «Жювізі»         | ФК «Ліон»    |
| 27 | 2000/01 | «Тулуза» ОАК (3) | «Ла-Рош-сюр-Йон» | «Жювізі»     |
| 28 | 2001/02 | «Тулуза» (4)     | «Жювізі»         | ФК «Ліон»    |
| 29 | 2002/03 | «Жювізі» (5)     | ФК «Ліон»        | «Монпельє»   |
| 30 | 2003/04 | «Монпелье» (1)   | ФК «Ліон»        | «Жювізі»     |

| №  | Рік     | Переможець          | 2-ге місце     | 3-те місце     |
| -- | ------- | ------------------- | -------------- | -------------- |
| 31 | 2004/05 | «Монпелье» (2)      | «Жювізі»       | «Олімпік Ліон» |
| 32 | 2005/06 | «Жювізі» (6)        | «Монпелье»     | «Олімпік Ліон» |
| 33 | 2006/07 | «Олімпік Ліон» (5)  | «Монпельє»     | «Жювізі»       |
| 34 | 2007/08 | «Олімпік Ліон» (6)  | «Жювізі»       | «Монпельє»     |
| 35 | 2008/09 | «Олімпік Ліон» (7)  | «Монпельє»     | «Жювізі»       |
| 36 | 2009/10 | «Олімпік Ліон» (8)  | «Жювізі»       | «ПСЖ»          |
| 37 | 2010/11 | «Олімпік Ліон» (9)  | «ПСЖ»          | «Монпельє»     |
| 38 | 2011/12 | «Олімпік Ліон» (10) | «ПСЖ»          | «Монпельє»     |
| 39 | 2012/13 | «Олімпік Ліон» (11) | «ПСЖ»          | «Жювізі»       |
| 40 | 2013/14 | «Олімпік Ліон» (12) | «ПСЖ»          | «Жювізі»       |
| 41 | 2014/15 | «Олімпік Ліон» (13) | «ПСЖ»          | «Жювізі»       |
| 42 | 2015/16 | «Олімпік Ліон» (14) | «ПСЖ»          | «Монпельє»     |
| 43 | 2016/17 | «Олімпік Ліон» (15) | «Монпельє»     | «ПСЖ»          |
| 44 | 2017/18 | «Олімпік Ліон» (16) | «ПСЖ»          | «Монпельє»     |
| 45 | 2018/19 | «Олімпік Ліон» (17) | «ПСЖ»          | «Монпельє»     |
| 46 | 2019/20 | «Олімпік Ліон» (18) | «ПСЖ»          | «Бордо»        |
| 47 | 2020/21 | «ПСЖ»               | «Олімпік Ліон» | «Бордо»        |
| 48 | 2021/22 | «Олімпік Ліон» (19) | «ПСЖ»          | ФК «Париж»     |
| 49 | 2022/23 | «Олімпік Ліон» (20) | «ПСЖ»          | ФК «Париж»     |
| 50 | 2023/24 | «Олімпік Ліон» (21) | «ПСЖ»          | ФК «Париж»     |
| 51 | 2024/25 | «Олімпік Ліон» (22) | «ПСЖ»          | ФК «Париж»     |